# Claudette Colvin
Claudette Colvin (nascida Claudette Austin; Montgomery, 5 de setembro de 1939) é uma pioneira americana do movimento pelos direitos civis dos anos 1950 e auxiliar de enfermagem aposentada. Em 2 de março de 1955, ela foi presa aos quinze anos em Montgomery, no Alabama, por se recusar a ceder seu lugar a uma mulher branca em um ônibus lotado e segregado. Isso ocorreu nove meses antes do incidente mais amplamente conhecido em que Rosa Parks, secretária do capítulo local da Associação Nacional para o Progresso de Pessoas de Cor (NAACP), ajudou a desencadear o boicote aos ônibus de Montgomery em 1955.
Colvin foi um dos quatro demandantes no primeiro processo judicial federal movido pelo advogado de direitos civis Fred Gray em 1º de fevereiro de 1956, como Browder v. Gayle, para desafiar a segregação de ônibus na cidade. Em um tribunal distrital dos Estados Unidos, ela testemunhou perante o painel de três juízes que ouviu o caso. Em 13 de junho de 1956, os juízes determinaram que as leis estaduais e locais que exigiam a segregação de ônibus no Alabama eram inconstitucionais. O caso foi para a Suprema Corte dos Estados Unidos em apelação do estado, e confirmou a decisão do tribunal distrital em 13 de novembro de 1956. Um mês depois, a Suprema Corte confirmou a ordem a Montgomery e ao estado do Alabama para acabar com a segregação nos ônibus. O boicote aos ônibus de Montgomery foi cancelado depois de alguns meses.
Por muitos anos, os líderes negros de Montgomery não divulgaram o esforço pioneiro de Colvin. Colvin disse: "Os jovens pensam que Rosa Parks apenas se sentou em um ônibus e acabou com a segregação, mas não foi o caso."  O caso de Colvin foi arquivado por ativistas dos direitos civis porque Colvin era solteiro e estava grávida durante o processo. Agora é amplamente aceito que Colvin não foi credenciada por ativistas dos direitos civis na época devido às suas circunstâncias. Rosa Parks declarou: "Se a imprensa branca obtivesse essa informação, eles teriam [teve] um dia de campo. Eles a chamariam de garota má, e seu caso não teria chance."
O registro de sua prisão e julgamento de delinquência foi expurgado pelo tribunal distrital em 2021, com o apoio do promotor distrital do condado em que as acusações foram feitas há mais de 66 anos.

## Vida pregressa
Claudette Colvin nascida Claudette Austin, Montgomery, em 5 de setembro de 1939, filha de Mary Jane Gadson e C. P. Austin. Quando Austin abandonou a família, Gadson não conseguiu sustentar financeiramente seus filhos. Então, Colvin e sua irmã mais nova, Delphine, foram acolhidos por seus tios-avós, Mary Anne e QP Colvin, cuja filha, Velma Colvin, já havia se mudado. Colvin e sua irmã se referiram aos Colvins como seus pais e adotaram seu sobrenome. Quando eles acolheram Claudette, os Colvins moravam em Pine Level, uma pequena cidade do interior no Condado de Montgomery, a mesma cidade onde Rosa Parks cresceu. Quando Colvin tinha oito anos, os Colvins se mudaram para King Hill, um bairro negro pobre em Montgomery, onde ela passou o resto de sua infância.
Dois dias antes do aniversário de treze anos de Colvin, Delphine morreu de poliomielite. Não muito tempo depois, em setembro de 1952, Colvin começou a frequentar a Booker T. Washington High School. Apesar de ser uma boa aluna, Colvin tinha dificuldade em se conectar com seus colegas na escola devido ao luto. Ela também foi membro do Conselho Juvenil da NAACP, onde formou um relacionamento próximo com sua mentora, Rosa Parks.

## Incidente de ônibus
Em 1955, Colvin era aluna da segregada Booker T. Washington High School na cidade. Ela dependia dos ônibus da cidade para ir e voltar da escola, porque sua família não tinha carro. A maioria dos clientes no sistema de ônibus eram afro-americanos, mas eram discriminados por seu costume de assentos segregados. Colvin era membro do Conselho Juvenil da NAACP e estava aprendendo sobre o movimento pelos direitos civis na escola. Em 2 de março de 1955, ela estava voltando da escola para casa. Ela se sentou na seção de negros, a cerca de dois assentos de uma saída de emergência, em um ônibus de Capitol Heights. 
Se o ônibus ficasse tão lotado que todos os "assentos brancos" na frente do ônibus fossem ocupados até que os brancos estivessem de pé, qualquer afro-americano deveria se levantar dos assentos próximos para dar espaço aos brancos, ir mais para trás, e fique no corredor se não houver assentos livres naquela seção. Quando uma mulher branca que entrou no ônibus foi deixada parada na frente, o motorista do ônibus, Robert W. Cleere, ordenou que Colvin e três outras mulheres negras em sua fila fossem para trás. Os outros três se mexeram, mas outra negra, Ruth Hamilton, que estava grávida, subiu e sentou-se ao lado de Colvin.
O motorista olhou para as mulheres em seu espelho. "Ele pediu para nós dois levantarmos. [Sra. Hamilton] disse que não ia se levantar e que havia pago a passagem e que não queria ficar de pé", lembra Colvin. "Então eu disse a ele que também não ia me levantar. Então ele disse: 'Se você não vai se levantar, vou chamar um policial.'" A polícia chegou e convenceu um homem negro sentado atrás das duas mulheres a se mover para que a Sra. Hamilton poderia recuar, mas Colvin ainda se recusou a se mover. Ela foi retirada do ônibus à força e presa pelos dois policiais, Thomas J. Ward e Paul Headley. Este evento ocorreu nove meses antes da secretária da NAACP, Rosa Parks, ser presa pelo mesmo crime. Colvin disse mais tarde: "Minha mãe me disse para ficar quieto sobre o que fiz. Ela me disse para deixar Rosa ser a única: os brancos não vão incomodar Rosa, eles gostam dela".  Colvin não recebeu a mesma atenção que Parks por uma série de razões: ela não tinha "cabelo bom ", ela não era clara, era uma adolescente, estava grávida. Os líderes do Movimento dos Direitos Civis tentaram manter as aparências e fazer com que os manifestantes "mais atraentes" fossem os mais vistos.
Quando Colvin se recusou a levantar, ela estava pensando em um jornal escolar que havia escrito naquele dia sobre os costumes locais que proibiam os negros de usar os camarins para experimentar roupas em lojas de departamentos. Em uma entrevista posterior, ela disse: "Não podíamos experimentar roupas. Você tinha que pegar um saco de papel pardo e desenhar um diagrama do seu pé... e levá-lo à loja". Referindo-se à segregação no ônibus e à mulher branca: "Ela não podia sentar na mesma fila que a gente porque assim a gente era tão boa quanto ela".
"O ônibus estava ficando lotado e eu me lembro do motorista do ônibus olhando pelo espelho retrovisor pedindo a ela [Colvin] para se levantar para a mulher branca, o que ela não fez", disse Annie Larkins Price, uma colega de classe de Colvin. “Ela estava gritando: 'É meu direito constitucional !'. Ela decidiu naquele dia que não iria se mexer." Colvin lembrou: "A história me manteve preso ao meu assento. Senti a mão de Harriet Tubman empurrando um ombro e Sojourner Truth empurrando o outro." Colvin foi algemado, preso e removido à força do ônibus. Ela gritou que seus direitos constitucionais estavam sendo violados. Colvin disse: "Mas também fiz uma declaração pessoal, uma que [Parks] não fez e provavelmente não poderia ter feito. O meu foi o primeiro grito por justiça, e alto." 
Os policiais que a levaram à delegacia fizeram comentários sexuais sobre seu corpo e se revezaram para adivinhar o tamanho do sutiã durante o percurso. Price testemunhou em favor de Colvin, que foi julgado no tribunal de menores. Colvin foi inicialmente acusado de perturbar a paz, violar as leis de segregação e espancar e agredir um policial. "Não houve agressão", disse Price.
Ela também disse no livro de 2009 Claudette Colvin: Twice Towards Justice, de Phillip Hoose, que um dos policiais sentou no banco de trás com ela. Isso a deixou com muito medo de que eles a agredissem sexualmente porque isso acontecia com frequência. Um grupo de líderes negros dos direitos civis, incluindo Martin Luther King Jr., foi organizado para discutir a prisão de Colvin com o comissário de polícia. Ela foi resgatada por seu ministro, que lhe disse que ela havia trazido a revolução para Montgomery.
Durante o julgamento, Colvin foi representado por Fred Gray, um advogado da Montgomery Improvement Association (MIA), que estava organizando ações de direitos civis. Ela foi condenada por todas as três acusações no tribunal de menores. Quando o caso de Colvin foi apelado ao Tribunal do Circuito de Montgomery em 6 de maio de 1955, as acusações de perturbar a paz e violar as leis de segregação foram retiradas, embora sua condenação por agredir um policial tenha sido mantida.
O momento de ativismo de Colvin não foi solitário ou aleatório. No ensino médio, ela tinha grandes ambições de atividade política. Ela sonhava em se tornar a presidente dos Estados Unidos. Sua inclinação política foi alimentada em parte por um incidente com seu colega de escola, Jeremiah Reeves; este caso foi a primeira vez que ela testemunhou o trabalho da NAACP. Reeves foi encontrado fazendo sexo com uma mulher branca que alegou ter sido estuprada, embora Reeves afirme que suas relações eram consensuais. Ele foi executado por seus supostos crimes.

## Broder v.Gayle
Juntamente com Aurelia S. Browder, Susie McDonald, Mary Louise Smith e Jeanetta Reese, Colvin foi um dos cinco demandantes no processo judicial de Browder v. Gayle. Jeanetta Reese mais tarde renunciou ao caso. O caso, organizado e arquivado em um tribunal federal pelo advogado de direitos civis Fred Gray, desafiou a segregação de ônibus da cidade em Montgomery como inconstitucional. Durante o processo judicial, Colvin descreveu sua prisão: "Eu ficava dizendo: 'Ele não tem direito civil... este é meu direito constitucional... você não tem o direito de fazer isso.' E eu continuei tagarelando coisas, e nunca parei. Isso era pior do que roubar, sabe, responder a um branco."
Broder v. Gayle fez o seu caminho através dos tribunais. Em 5 de junho de 1956, o Tribunal Distrital dos Estados Unidos para o Distrito Médio do Alabama emitiu uma decisão declarando o estado do Alabama e as leis de Montgomery que determinavam a segregação de ônibus públicos como inconstitucionais. Funcionários estaduais e locais recorreram do caso à Suprema Corte dos Estados Unidos. A Suprema Corte confirmou sumariamente a decisão do Tribunal Distrital em 13 de novembro de 1956. Um mês depois, a Suprema Corte se recusou a reconsiderar e, em 20 de dezembro de 1956, o tribunal ordenou que Montgomery e o estado do Alabama acabassem com a segregação de ônibus permanentemente.
O boicote aos ônibus de Montgomery foi capaz de unificar o povo de Montgomery, independentemente da formação educacional ou classe.

## A vida após o ativismo
Colvin deu à luz um filho, Raymond, em março de 1956. Colvin trocou Montgomery pela cidade de Nova Iorque em 1958, porque ela teve dificuldade em encontrar e manter um trabalho após sua participação no processo judicial federal que anulou a segregação nos ônibus. Da mesma forma, Rosa Parks trocou Montgomery por Detroit em 1957. Colvin afirmou que ela foi considerada uma encrenqueira por muitos em sua comunidade. Ela se retirou da faculdade e lutou no ambiente local.
Em Nova Iorque, Colvin e seu filho Raymond moraram inicialmente com sua irmã mais velha, Velma Colvin. Em 1960, ela deu à luz seu segundo filho, Randy. Claudette começou a trabalhar em 1969 como auxiliar de enfermagem em uma casa de repouso em Manhattan. Ela trabalhou lá por 35 anos, aposentando-se em 2004. Raymond Colvin morreu em 1993 em Nova Iorque de um ataque cardíaco aos 37 anos Seu filho, Randy, é contador em Atlanta e pai dos quatro netos de Colvin.

## Legado
Colvin foi um predecessor do movimento de boicote aos ônibus de Montgomery em 1955, que ganhou atenção nacional. Mas ela raramente contou sua história depois de se mudar para a cidade de Nova Iorque. As discussões na comunidade negra começaram a se concentrar no empreendimento negro em vez da integração, embora a legislação nacional de direitos civis não fosse aprovada até 1964 e 1965. Margot Adler, da NPR, disse que as organizações negras acreditavam que Rosa Parks seria uma figura melhor para um caso de teste de integração porque ela era adulta, tinha um emprego e uma aparência de classe média. Eles sentiram que ela tinha maturidade para lidar com o fato de estar no centro de uma possível controvérsia.
Colvin não foi a única mulher do Movimento dos Direitos Civis que foi deixada de fora dos livros de história. No sul, os ministros do sexo masculino constituíam a esmagadora maioria dos líderes. Isso foi parcialmente um produto da face externa que a NAACP estava tentando transmitir e parcialmente um produto das mulheres que temiam perder seus empregos, que muitas vezes estavam no sistema público de ensino.
Em 2005, Colvin disse ao Montgomery Advertiser que não teria mudado sua decisão de permanecer sentada no ônibus: "Sinto-me muito, muito orgulhosa do que fiz", disse ela. "Sinto que o que fiz foi uma faísca e pegou." "Não estou desapontado. Deixe as pessoas saberem que Rosa Parks era a pessoa certa para o boicote. Mas também deixe-os saber que os advogados levaram outras quatro mulheres ao Supremo Tribunal para contestar a lei que levou ao fim da segregação."
Em 20 de maio de 2018, o congressista Joe Crowley homenageou Colvin por seu compromisso vitalício com o serviço público com um Certificado do Congresso e uma bandeira americana.

## Reconhecimento

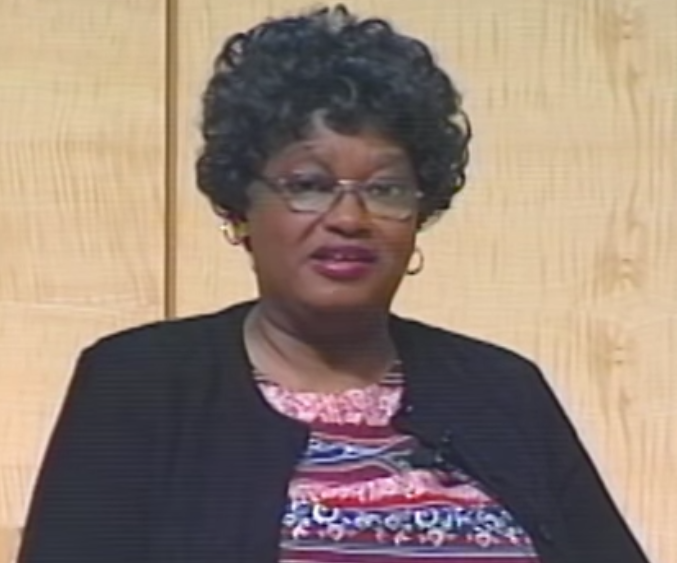
Colvin na Biblioteca Pública de São Francisco, janeiro de 2005.

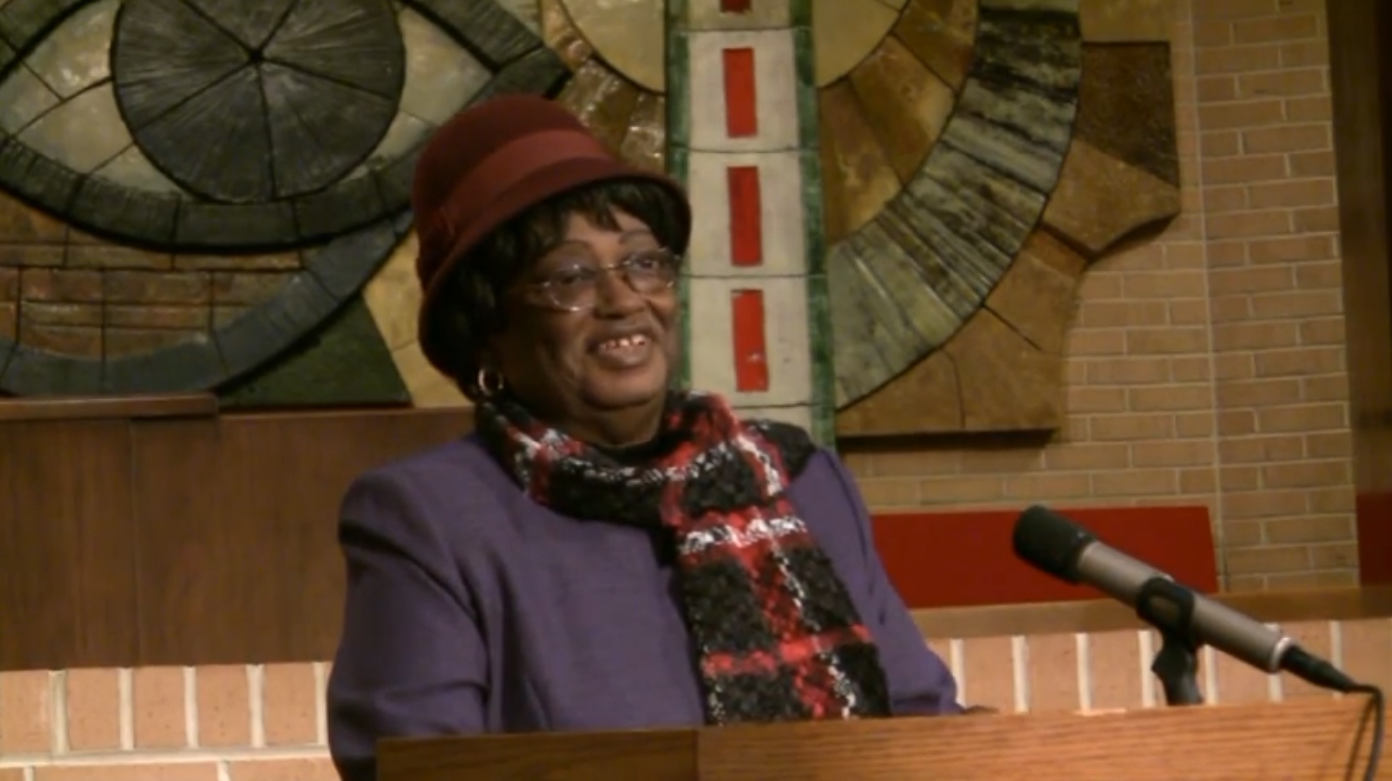
Colvin falando na Igreja Batista Bethany para o Mês da História da Mulher, 2014

Colvin sempre disse que não está com raiva por não ter obtido mais reconhecimento; ao contrário, ela está desapontada. Ela disse que se sentia como se estivesse "recebendo [seu] Natal em janeiro, e não no dia 25".
Colvin e sua família lutam pelo reconhecimento de sua ação. Em 2016, a Smithsonian Institution e seu Museu Nacional de História e Cultura Afro-Americana (NMAAHC) foram desafiados por Colvin e sua família, que pediram que Colvin recebesse uma menção mais proeminente na história do movimento pelos direitos civis. O NMAAHC tem uma seção dedicada a Rosa Parks, que Colvin não quer que seja tirada, mas o objetivo de sua família é obter o registro histórico correto e que os oficiais incluam a parte de Colvin na história. Colvin não foi convidado oficialmente para a inauguração formal do museu, que abriu ao público em setembro de 2016.
"Tudo o que queremos é a verdade, por que a história falha em acertar?" A irmã de Colvin, Gloria Laster, disse. "Se não fosse por Claudette Colvin, Aurelia Browder, Susie McDonald e Mary Louise Smith, talvez não houvesse um Thurgood Marshall, um Martin Luther King ou uma Rosa Parks."
Em 2000, a Troy State University abriu um Rosa Parks Museum em Montgomery para homenagear o lugar da cidade na história dos direitos civis. Roy White, responsável pela maior parte do projeto, perguntou a Colvin se ela gostaria de aparecer em um vídeo para contar sua história, mas Colvin recusou. Ela disse: "Eles já o chamaram de museu Rosa Parks, então já decidiram qual é a história."
O papel de Colvin não passou completamente despercebido. A irmã do vereador Larkin estava no ônibus em 1955 quando Colvin foi preso. Na década de 2010, Larkin providenciou para que uma rua levasse o nome de Colvin. Mais tarde, Rev. Joseph Rembert disse: "Se ninguém fez nada por Claudette Colvin no passado, por que não fazemos algo por ela agora?" Ele contatou os vereadores de Montgomery Charles Jinright e Tracy Larkin e, em 2017, o Conselho aprovou uma resolução para uma proclamação em homenagem a Colvin. O dia 2 de março foi nomeado Dia de Claudette Colvin em Montgomery. O prefeito Todd Strange apresentou a proclamação e, ao falar de Colvin, disse: "Ela foi uma das primeiras soldados de infantaria em nossos direitos civis e não queríamos que esta oportunidade passasse sem declarar 2 de março como o dia de Claudette Colvin para agradecê-la por sua liderança no movimento moderno pelos direitos civis". Rembert disse: "Sei que as pessoas já ouviram o nome dela antes, mas pensei que deveríamos ter um dia para celebrá-la." Colvin não pôde comparecer à proclamação devido a problemas de saúde.
Em 2019, uma estátua de Rosa Parks foi inaugurada em Montgomery, Alabama, e quatro marcadores de granito também foram revelados perto da estátua no mesmo dia para homenagear quatro demandantes em Browder v. Gayle, incluindo Colvin.
Em 2021, Colvin entrou com um pedido no tribunal de família no condado de Montgomery, Alabama, para que seu registro juvenil fosse eliminado. Daryl Bailey, o promotor distrital do condado, apoiou sua moção, afirmando: "Suas ações em março de 1955 foram conscienciosas, não criminosas; inspiradas, não ilegais; elas deveriam ter levado a elogios e não a processos". O juiz ordenou que o registro juvenil fosse eliminado e destruído em dezembro de 2021, afirmando que a recusa de Colvin havia "foi reconhecida como um ato corajoso em nome dela e em nome de uma comunidade de pessoas afetadas".

## Na cultura

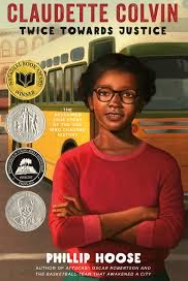
Capa de Hoose's Twice Towards Justice

A ex-poeta americana Rita Dove homenageou Colvin em seu poema "Claudette Colvin Goes To Work", publicado em seu livro de 1999 On the Bus with Rosa Parks; o cantor folk John McCutcheon transformou este poema em uma canção, que foi apresentada publicamente pela primeira vez em Charlottesville, Virginia's Paramount Theatre em 2006.
O livro para jovens adultos Claudette Colvin: Twice Toward Justice, de Phillip Hoose, foi publicado em 2009 e ganhou o National Book Award for Young People's Literature.
Uma reencenação da resistência de Colvin é retratada em um episódio de 2014 da série de TV de comédia Drunk History sobre Montgomery, Alabama. Ela foi interpretada por Mariah Iman Wilson.
Na segunda temporada (2013) da série dramática da HBO The Newsroom, o personagem principal, Will McAvoy (interpretado por Jeff Daniels), usa a recusa de Colvin em cumprir a segregação como um exemplo de como "uma coisa" pode mudar tudo. Ele observa que, se a ACLU tivesse usado seu ato de desobediência civil, em vez do de Rosa Parks oito meses depois, para destacar a injustiça da segregação, um jovem pregador chamado Dr. Martin Luther King Jr. e a América provavelmente não teria sua voz para o Movimento dos Direitos Civis.
The Little-Known Heroes: Claudette Colvin, um livro infantil de imagens de Kaushay e Spencer Ford, foi publicado em 2021.
Em 2022, um filme biográfico de Colvin intitulado Spark escrito por Niceole R. Levy e dirigido por Anthony Mackie foi anunciado.